# Талашко, Владимир Дмитриевич
Владимир Дмитриевич Талашко (укр. Володимир Дмитрович Талашко; род. 6 марта 1946, Ковель) — советский и украинский актёр, театральный педагог. Организатор Фонда Леонида Быкова и фестиваля «Старые фильмы о главном». Народный артист Украины (2002).

## Биография
Владимир Дмитриевич Талашко родился 6 марта 1946 года в городе Ковеле Волынской области в шахтёрской семье, но вскоре семья переехала на Донбасс в город Макеевку. Рядом в селе Грабово жил дедушка. Младший брат Александр остался в Ковеле на попечении бабушки.
В 1955 году в шахте погиб дядя Андрей, а ещё спустя некоторое время раздавило вагонеткой дедушку.
В Донецкий музыкально-драматический театр имени Артёма в Макеевке будущий актёр попал буквально с улицы, не имея специального образования. На конкурсе художественной самодеятельности в Москве, во время одного из концертов, юношу заметил режиссёр театра. Родители были против, считая профессию актёра несерьёзной. Тем не менее, с 1963 по 1965 год Владимир Талашко проработал актёром в Донецком музыкально-драматическом театре имени Артёма.
Отслужив срочную службу в рядах Советской армии, отправился в Киев поступать в театральный институт. В 1972 году Владимир Талашко окончил Киевский театральный институт имени И. К. Карпенко-Карого, в числе своих учителей актёр с гордостью называет Константина Степанкова, Николая Мащенко. В 1972 году на последнем курсе на госэкзамене по сценическому слову произошла неприятная история, из-за которой Владимира Талашко чуть не отчислили из института. Он включил в поэтический моноспектакль самиздатовский вариант популярного в народе стихотворения Василия Симоненко «Україно! Ти для мене диво!…». Не отступая от первоисточника, Талашко продекламировал перед экзаменационной комиссией запрещённую строчку «Хай мовчать Америки й Россії, коли я з тобою говорю!…». В институте разразился скандал, ситуация стала предметом разбирательства на уровне ректора и секретаря парторганизации, подняли вопрос об отчислении Владимира из института. И только благодаря Константину Петровичу Степанкову Талашко отделался лишь выговором по партийной линии и тройкой на экзамене.
С 1972 года — актёр киностудии имени А. Довженко.
В картину «В бой идут одни „старики“» попал благодаря случаю. Леонид Быков просматривал рабочий материал к фильму «Как закалялась сталь», где Талашко играл красноармейца Окунева, и заметил его.
В 1970—1980-х годах активно снимался в кинофильмах студии имени А. Довженко. Сейчас снимается преимущественно в качестве ведущего детских программ телеканала «Радость моя». Также был ведущим программ «Будем жить» и «Полевая почта памяти» на украинском телевидении. Также входит в состав жюри международного фестиваля «Песенный спас».
До ноября 2021 года преподавал в Киевском национальном университете театра, кино и телевидения.

### Семья
Брат — Александр Талашко, горный мастер ГП «Макеевуголь» (шахта «Северная»).
Дочь — Богдана Владимировна Кудрявцева.

## Фильмография
- 1969 — Где 042? — Сёмкин (в титрах не указан)
- 1969 — Комиссары — Огнивцев, матрос (в титрах не указан)
- 1970 — Крутой горизонт — Фёдор
- 1972 — Лавры — эпизод
- 1973 — В бой идут одни «старики» — Сергей Скворцов, старший лейтенант
- 1973 — Дума о Ковпаке (1-й фильм «Набат») — партизан (в титрах не указан)
- 1973 — Как закалялась сталь — Володя Окунев, красноармеец
- 1973 — Когда человек улыбнулся — радист
- 1973 — Старая крепость (4-5 серии «Дом с привидениями») — Жора Казакевич, кузнец
- 1974 — Белый круг — Шлейхерт
- 1974 — Какая у вас улыбка — Вася, радиомонтажник
- 1974 — Марина — русский офицер
- 1974 — Ответная мера — Губанов
- 1974 — Совесть (4-5 серии) — Минько, инспектор Киевского уголовного розыска
- 1974—1977 — Рождённая революцией — Басаргин, милиционер
- 1975 — Капитан Немо — Нед Ленд (роль озвучил Алексей Сафонов)
- 1975 — Путешествие миссис Шелтон — Кравченко, капитан теплохода
- 1975 — Рассказ о простой вещи — Сергей Круглов, белый офицер
- 1978 — Мятежный «Орионъ» — Рюкерт
- 1979 — Подпольный обком действует (1-2 серии) — немецкий офицер
- 1979 — Ждите связного — Беляев, комиссар партизанского отряда
- 1979 — Киевские встречи (киноальманах, серия «В последние дни лета») — эпизод
- 1980 — Миллионы Ферфакса — Малькольм Треддик
- 1980 — Овод (1-2 серии) — доктор
- 1981 — Бросок — начальник заставы
- 1981 — Девушка и море — Николай Сергеевич, руководитель практики
- 1981 — Дочь командира — Беда, майор, командир полка, отец Вали
- 1982 — Баллада о доблестном рыцаре Айвенго — Клеман, воин из дружины Фрон де Бёфа
- 1982 — Если враг не сдаётся… — Русанов
- 1982 — Нежность к ревущему зверю — Трефилов, лётчик-испытатель
- 1982 — Преодоление — Фёдор Тимофеевич Фомин
- 1982 — Тайны святого Юра — Oрест
- 1983 — Люди и дельфины — Фёдор Данилевский, муж Евгении Старостиной
- 1983 — Ускорение — эпизод
- 1985 — Батальоны просят огня (4 серия) — Стрельцов, командир 1 батальона
- 1985 — Матрос Железняк — капитан корабля
- 1985 — Мы обвиняем — эпизод
- 1985 — Пароль знали двое — Дягтеренко
- 1985 — С юбилеем подождём — председатель колхоза
- 1986 — Русь изначальная — Деметрий (роль озвучил Сергей Малишевский)
- 1986 — Мама, родная, любимая — Максим
- 1986 — На острие меча — Симон Петлюра
- 1986 — Тройной прыжок «Пантеры» — Константин Бондарь, начальник УНКВД
- 1987 — Жменяки — Петро Олейник, брат Варки, муж Марии
- 1987 — Суд в Ершовке — прокурор
- 1989 — Часовщик и курица — комиссар
- 1990 — Война на Западном направлении (3 серия) — генерал-лейтенант
- 1990 — Подземелье ведьм — Аксель, этнограф
- 1991 — Людоед — Николай Окунев, капитан
- 1991 — Иван Фёдоров (телеверсия «Откровение Иоанна Первопечатника») — Висковатый, дьяк
- 1992 — Чёрный квадрат — Вячеслав Грязнов (роль озвучил Владимир Герасимов)
- 1993 — Вперёд, за сокровищами гетмана![укр.] — Феликс Дзержинский
- 1993 — Ленин в огненном кольце — Феликс Дзержинский
- 1994 — Кодекс молчания 2: След чёрной рыбы — Смирнов
- 1995 — Осторожно! Красная ртуть! — Анатолий Иванович Тополь, майор уголовного розыска
- 1995 — Под знаком Скорпиона — Феликс Дзержинский
- 2003 — Один в поле — воин — Юрась, проводник
- 2003 — Роксолана 3. Владычица империи
- 2004 — Жили-были (короткометражный) — судья
- 2005—2007 — Запороги — Крутояр
- 2006 — Мёртвый, живой, опасный — полковник

## Награды и признание

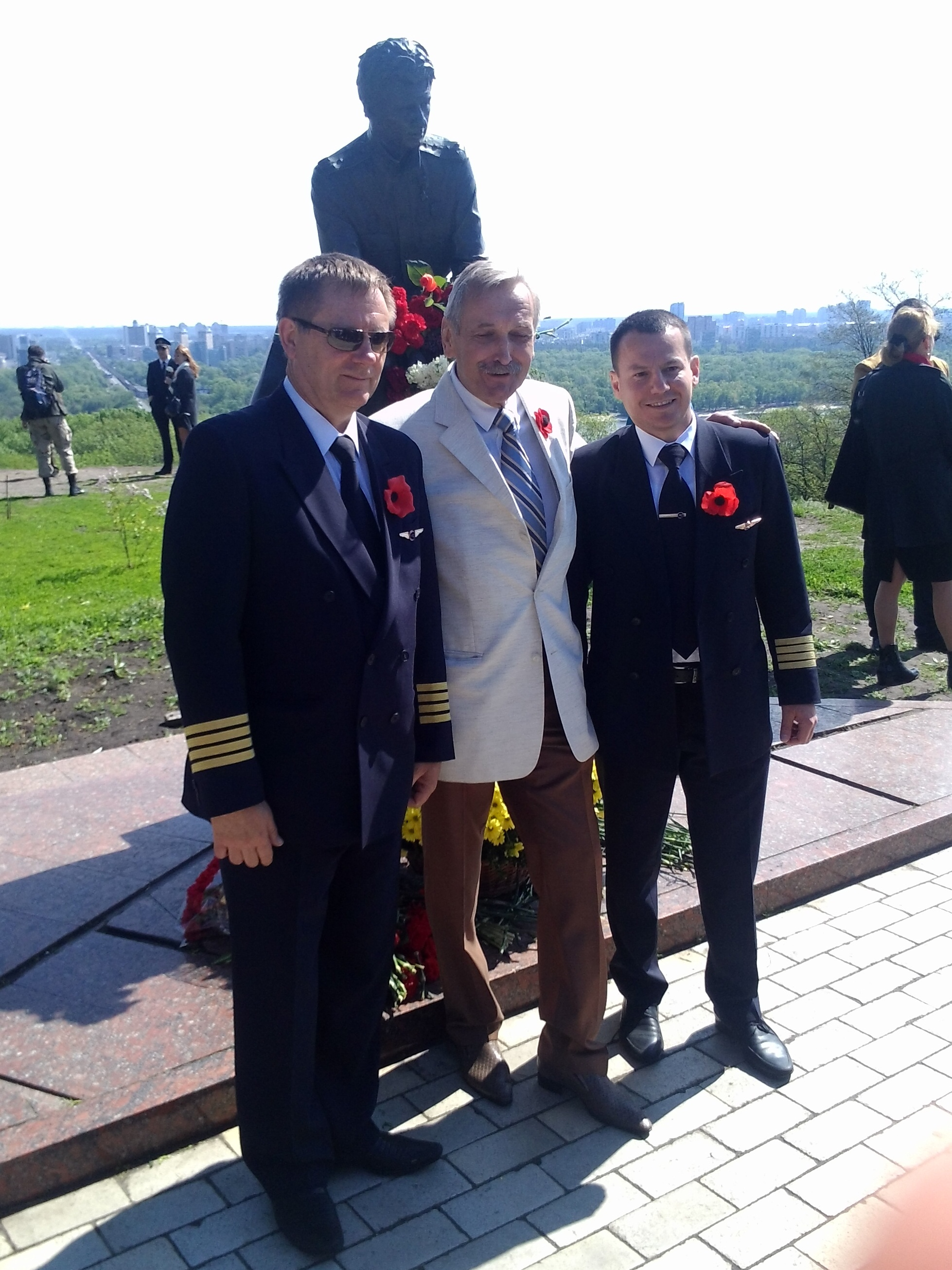
Владимир Талашко на праздновании Дня Победы в Киеве в 2015 году

- 1979 — Заслуженный артист Украинской ССР
- 2002 — Народный артист Украины[4]
- 2004 — знак «За заслуги перед городом» Макеевка

## Факты
- В 2015 году принял участие в проекте «Помним. Гордимся. Победим!» — социальная реклама ко Дню победы для ветеранов и их внуков. В одном из роликов («Дед») исполнил роль ветерана Великой Отечественной войны, поддерживающего Украину в борьбе с Россией[5].